# Kanton Doulaincourt-Saucourt
Der Kanton Doulaincourt-Saucourt war bis 2015 ein französischer Wahlkreis im Arrondissement Saint-Dizier, im Département Haute-Marne und in der Region Champagne-Ardenne; sein Hauptort war Doulaincourt-Saucourt.

Lage des ehemaligen Kantons Doulaincourt-Saucourt im Arrondissement Saint-Dizier

## Gemeinden
Der Kanton bestand aus zwölf Gemeinden:
| Gemeinde                | Einwohner Jahr | Fläche km² | Bevölkerungsdichte | Code INSEE | Postleitzahl |
| ----------------------- | -------------- | ---------- | ------------------ | ---------- | ------------ |
| Roches-Bettaincourt     | 621 (2013)     | 41,38      | 15 Einw./km²       | 52044      | 52270        |
| Cerisières              | 88 (2013)      | 10,02      | 9 Einw./km²        | 52091      | 52320        |
| Domremy-Landéville      | 88 (2013)      | 18,64      | 5 Einw./km²        | 52173      | 52270        |
| Donjeux                 | 352 (2013)     | 12,84      | 27 Einw./km²       | 52175      | 52300        |
| Doulaincourt-Saucourt   | 871 (2013)     | 43,86      | 20 Einw./km²       | 52177      | 52270        |
| Gudmont-Villiers        | 313 (2013)     | 16,77      | 19 Einw./km²       | 52230      | 52320        |
| Mussey-sur-Marne        | 359 (2013)     | 9,92       | 36 Einw./km²       | 52346      | 52300        |
| Rouécourt               | 52 (2013)      | 7,82       | 7 Einw./km²        | 52436      | 52320        |
| Rouvroy-sur-Marne       | 383 (2013)     | 8,41       | 46 Einw./km²       | 52440      | 52300        |
| Saint-Urbain-Maconcourt | 647 (2013)     | 25,85      | 25 Einw./km²       | 52456      | 52300        |
| Vaux-sur-Saint-Urbain   | 60 (2013)      | 6,40       | 9 Einw./km²        | 52511      | 52300        |

## Bevölkerungsentwicklung
| 1962 | 1968 | 1975 | 1982 | 1990 | 1999 | 2006 | 2012 |
| ---- | ---- | ---- | ---- | ---- | ---- | ---- | ---- |
| 4483 | 4727 | 4589 | 4660 | 4259 | 4007 | 3981 | 3906 |